# Южноуральский завод радиокерамики
Южноуральский завод радиокерамики («ЮЗРК») (до 1956 года — Государственный союзный Нижнеувельский завод радиокерамики) — советский и российский производитель керамической продукции для радиотехники и электроники. Один из производителей радиокерамических изделий для электронной компонентной базы, применяемой в приборостроении, электронике и электротехнике.

## История
В марте 1954 года началось строительства Нижнеувельского завода радиокерамики. 6 октября 1956 года завод был введён в эксплуатацию.
На предприятии производили керамические компоненты: корпусы, подложки, изоляторы, крепления и прочие изделия, использующихся при производстве радиоламп, резисторов, конденсаторов, полупроводниковых приборов, микросхем. Со временем завод освоил продукцию общепромышленного и оборонного назначения. В 1972 году номенклатура изделий, выпускаемых заводом, достигла 700 единиц. В 1974 году «ЮЗРК» стал лучшим предприятием радиотехнической отрасли в СССР. В 1980-х годах максимальная численность сотрудников завода достигала 5000 человек.
В 1990-е годы спрос на продукцию завода существенно снизился, что привело к необходимости искать возможность выпуска альтернативных товаров. В 1993 году завод наладил производство изделий хозяйственно-бытового назначения из керамики — посуды, люстр, светильников, украшений для интерьера. В 1994 году предприятие было приватизировано работниками и преобразовано в акционерное общество «ЮЗРК».
Летом 2021 года по решению арбитражного суда АО «ЮЗРК» было признано банкротом, а весной 2022 года производство остановилось.
В апреле 2022 года имущество завода было передано в бессрочную аренду ООО «ЮЗРК ГРУПП», входящему в Производственное объединение «ФОРЭНЕРГО», а в мае была восстановлена работа основных цехов завода и возобновлено производство продукции оборонно-промышленного назначения. К концу 2022 года завод возобновил производство номенклатурной линейки радиокерамических изделий.
В апреле 2023 года имущественный комплекс завода приобретен ООО «ЮЗРК ГРУПП».
В сентябре 2023 года Южноуральский завод керамики наладит выпуск элементной базы для радиоэлектроники 

## Продукция
Изоляторы, подложки и корпуса для микросхем, конденсаторов, резисторов и прочих изделий электронно-компонентной базы и другие керамические изделия для различных отраслей.
В производстве используются муллит, корунд, шамот, различные виды фарфора и керамики.